# 杉重輔
杉 重輔（すぎ しげすけ）は、戦国時代の武将。大内氏の重臣。杉重矩の子。重良の父。

## 生涯
戦国大名大内氏の重臣・杉重矩の子として誕生。弟に正重がいる。
父・重矩は天文20年（1551年）の陶晴賢による主君・大内義隆殺害と、大友晴英（大内義長）の大内氏当主擁立（大寧寺の変）に加担したが、天文22年（1553年）に晴賢によって謀殺される。このことから重輔は晴賢を深く恨み、報復の機会を狙っていた。
天文24年（1555年）の厳島の戦いにおいて陶晴賢が毛利元就に討たれると、重輔は手勢を率いて晴賢の居城である富田若山城（現山口県周南市）を急襲し、留守を守る晴賢の嫡男・陶長房や問田隆盛（石見守護代）らを攻め滅ぼした。これを聞いた内藤隆世ら陶派の重臣達が重輔を討伐しようとし、主君・義長が仲裁を試みたものの両者は全面対決に突入し、山口の町を炎上させた。最終的に重輔は 弘治3年（1557年）に防府にて内藤隆世の軍に討たれた。これを聞いた毛利元就は大内氏の本国である周防・長門両国への本格的な侵攻を開始し、大内氏を滅ぼした（防長経略）。